# Максім Муазан
Максім Муазан (фр. Maxime Moisand; нар. 11 червня 1990, Гренобль) — французький хокеїст, захисник. Грав за збірну команду Франції.

## Ігрова кар'єра
Уродженець Гренобля Муазан є вихованцем місцевого хокейного клубу, при чому він одразу виявив бажання грати на позиції захисника. У шістнадцять років Максім виступав за команду U18. Вже наступного року юний захисник дебютував у складі молодіжної команди U22.
У сезоні 2008–09 Максім дебютував і у головній команді клубу «Брюле-де-Луп».
4 червня 2011 року француз уклав угоду з данським клубом «Оденсе» у складі якого він відіграв два наступні сезони.
У сезоні 2013–14 років Муазан захищав кольори казахстанського клубу «Астана» та італійського «Ріттен Спорт».
Влітку 2014 року Муазан повернувся на батьківщину, де захищав кольори команди «Епіналь».
Останні шість сезонів своєї кар'єри провів у клубі Ліги Магнус «Боксер де Бордо».
Виступав за юніорську, молодіжну та національну збірну Франції.

## Нагороди та досягнення
- Чемпіон Франції в складі «Брюле-де-Луп» — 2009.
- Чемпіон Італії в складі «Ріттен Спорт» — 2014.

## Статистика
| Сезон   | Клуб            | Ліга           | Регулярний сезон | Регулярний сезон | Регулярний сезон | Регулярний сезон | Регулярний сезон | Плей-оф | Плей-оф | Плей-оф | Плей-оф | Плей-оф |
| Сезон   | Клуб            | Ліга           | І                | Г                | П                | О                | ШХ               | І       | Г       | П       | О       | ШХ      |
| ------- | --------------- | -------------- | ---------------- | ---------------- | ---------------- | ---------------- | ---------------- | ------- | ------- | ------- | ------- | ------- |
| 2005–06 | Гренобль U18    | Франція U18    | 5                | 0                | 0                | 0                | 0                | —       | —       | —       | —       | —       |
| 2006–07 | Гренобль U18    | Франція U18    | 13               | 2                | 6                | 8                | 10               | 1       | 0       | 0       | 0       | 2       |
| 2006–07 | Гренобль U22    | Франція U22    | 6                | 0                | 4                | 4                | 2                | —       | —       | —       | —       | —       |
| 2007–08 | Гренобль U18    | Франція U18    | 16               | 6                | 15               | 21               | 42               | —       | —       | —       | —       | —       |
| 2007–08 | Гренобль U22    | Франція U22    | 8                | 2                | 0                | 2                | 8                | 2       | 0       | 1       | 1       | 0       |
| 2008–09 | Брюле-де-Луп    | Ліга Магнус    | 19               | 1                | 0                | 1                | 2                | 11      | 0       | 0       | 0       | 0       |
| 2008–09 | Гренобль U22    | Франція U22    | 14               | 2                | 6                | 8                | 26               | 2       | 0       | 2       | 2       | 2       |
| 2009–10 | Брюле-де-Луп    | Ліга Магнус    | 18               | 0                | 2                | 2                | 6                | 9       | 0       | 1       | 1       | 4       |
| 2009–10 | Гренобль U22    | Франція U22    | 9                | 1                | 5                | 6                | 6                | 4       | 1       | 1       | 2       | 38      |
| 2010–11 | Брюле-де-Луп    | Ліга Магнус    | 16               | 1                | 3                | 4                | 4                | 2       | 0       | 0       | 0       | 0       |
| 2010–11 | Гренобль U22    | Франція U22    | 4                | 1                | 4                | 5                | 6                | 2       | 0       | 2       | 2       | 2       |
| 2011–12 | Оденсе          | AL-Bank ligaen | 38               | 3                | 6                | 9                | 34               | 8       | 0       | 0       | 0       | 4       |
| 2012–13 | Оденсе          | AL-Bank ligaen | 38               | 0                | 2                | 2                | 0                | 14      | 0       | 3       | 3       | 4       |
| 2013–14 | Астана          | Казахстан      | 11               | 1                | 1                | 2                | 0                | —       | —       | —       | —       | —       |
| 2013–14 | Ріттен Спорт    | Серія A        | 6                | 1                | 2                | 3                | 0                | 17      | 2       | 1       | 3       | 0       |
| 2014–15 | Епіналь         | Ліга Магнус    | 25               | 2                | 6                | 8                | 6                | 23      | 4       | 13      | 17      | 26      |
| 2015–16 | Епіналь         | Ліга Магнус    | 24               | 6                | 12               | 18               | 35               | 12      | 1       | 5       | 6       | 2       |
| 2016–17 | Боксер де Бордо | Ліга Магнус    | 41               | 3                | 12               | 15               | 6                | 11      | 0       | 4       | 4       | 4       |
| 2017–18 | Боксер де Бордо | Ліга Магнус    | 44               | 0                | 19               | 19               | 16               | 11      | 0       | 1       | 1       | 4       |
| 2018–19 | Боксер де Бордо | Ліга Магнус    | 39               | 0                | 8                | 8                | 10               | 7       | 0       | 2       | 2       | 4       |
| 2019–20 | Боксер де Бордо | Ліга Магнус    | 40               | 0                | 11               | 11               | 30               | 4       | 0       | 1       | 1       | 0       |
| 2020–21 | Боксер де Бордо | Ліга Магнус    | 23               | 2                | 5                | 7                | 6                | —       | —       | —       | —       | —       |
| 2021–22 | Боксер де Бордо | Ліга Магнус    | 43               | 2                | 3                | 5                | 8                | 4       | 0       | 0       | 0       | 0       |